# Clásica a los Puertos de Guadarrama 2006
La Clásica a los Puertos de Guadarrama 2006, ventinovesima edizione della corsa e valida come evento dell'UCI Europe Tour 2006 categoria 1.1, si svolse il 20 agosto 2006 su un percorso di 146 km. Fu vinta dallo spagnolo Rubén Plaza che terminò la gara in 3h11'45", alla media di 45,68 km/h.
Partenza con 100 ciclisti, dei quali 56 portarono a termine il percorso.

## Ordine d'arrivo (Top 10)
| Pos. | Corridore               | Squadra       | Tempo    |
| ---- | ----------------------- | ------------- | -------- |
| 1    | Rubén Plaza             | C. Valenciana | 3h11'45" |
| 2    | Jon Bru                 | Kaiku         | s.t.     |
| 3    | Eladio Jiménez          | C. Valenciana | s.t.     |
| 4    | Pablo Lastras           | C. d'Epargne  | s.t.     |
| 5    | Ricardo Serrano         | Kaiku         | a 17"    |
| 6    | Francisco José Martínez | Andalucía     | a 18"    |
| 7    | Carlos Castaño          | Kaiku         | a 43"    |
| 8    | Victor Manuel Garcia    | Grupo Mateos  | s.t.     |
| 9    | David Arroyo            | C. d'Epargne  | s.t.     |
| 10   | David Bernabéu          | C. Valenciana | s.t.     |